# Річкова акула північна
Річкова акула північна (Glyphis garricki) — акула з роду Річкова акула родини сірі акули. Інша назва «новогвінейська річкова акула». Вперше виявлено у 2002 році. Лише у 2008 році отримала науковий опис.

## Опис
Загальна довжина досягає 2,5 м. Зовнішністю схожа на прісноводні підвиди акули-бик. Голова невелика, широка. Морда загострена. Очі крихітні, зір поганий. Рот серпоподібний. На верхній щелепі 31-34 зубів трикутної форми з пильчастою крайкою. На нижній щелепі 30-35 робочих тонких, шилоподібних зубів, з декількома дрібними верхівками з боків. У неї 5 пар зябрових щілин. Тулуб щільний. Осьовий скелет нараховує 137–151 хребців. Грудні плавці великі, широкі. Має 2 спинних плавця. Перший спинний плавець набагато більше за задній. Його основа доволі широка, розташовано позаду грудних плавців. Задній спинний плавець розташовано навпроти анального. Він більше ніж в акули-бика (є однією з важливих відмінностей між цими видами). Хвостовий плавець гетероцеркальний, верхня лопать значно довша за нижню.
Забарвлення спини сіро-сталеве. Черево має білий колір. Перехід від сірого до білого забарвлення відбувається різко, проходить по лінії трохи нижче очей. нальний та хвостовий плавець темні або з темною облямівкою.

## Спосіб життя
Воліє до гирл та річищ річок, що впадають до морів. Переважно зустрічається у каламутній воді. Гарно переносить прісну та морську воду. Внаслідок поганого зору при полюванні застосовує бокові лінії та ампули Лоренціні, що щільно розташовані тілом цієї акули. Живиться переважно костистими рибами.
Статева зрілість у самців настає при розмірах 1,2-1,4 м, у самиць — 1,4-1,7 м. Це живородна акула. Самиці народжують до 10 акуленят завдовжки 60-70 см.
Потенційно є небезпечною для людини, втім фактів нападу натепер не зафіксовано.

## Розповсюдження
Мешкає біля північного узбережжя Австралії та у південній акваторії Папуа Нової Гвінеї. На сьогодні популяція цієї акули складає 2-3 тис. особин, з яких статевозрілих — 250.